# Гармонія макрокосмосу
Гармонія макрокосмосу (лат. Harmonia Macrocosmica) — історичний зоряний атлас Андреаса Целларія з численними гравюрами на міді, опублікований у 1660 році Йоганном Янсоніусом. Перша частина містила гравюри світоглядів Клавдія Птолемея, Миколая Коперника та Тихо Браге. Наприкінці є зоряні карти з класичними сузір'ями, а також із сузір'ями, заснованими на християнській міфології, введеними Юліусом Шиллером у його атласі «Християнське зоряне небо» 1627 року.

## Історія

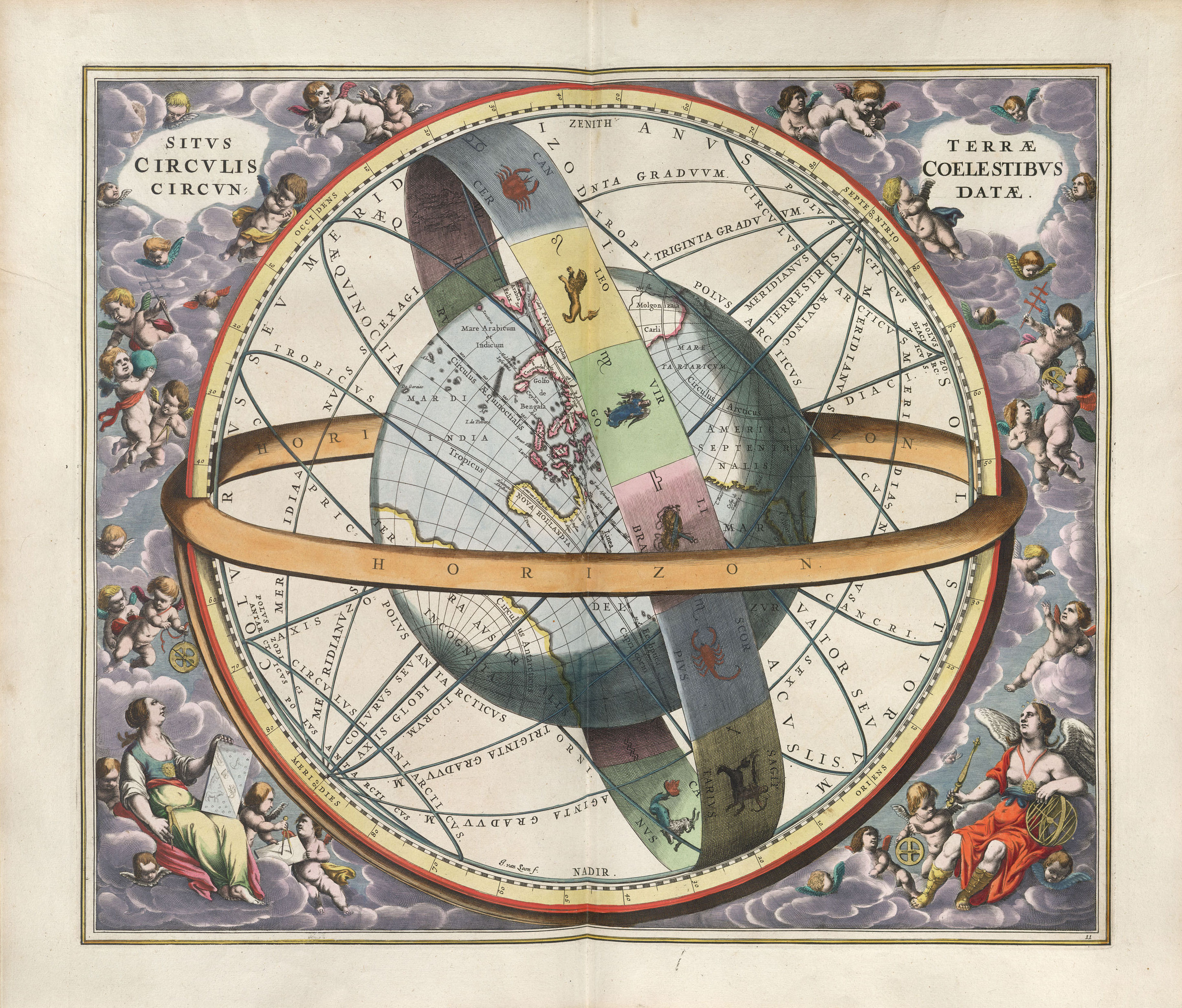
Гравюра 11. Положення Землі та небесних кіл навколо неї (показано горизонтальну площину та площину екліптики)

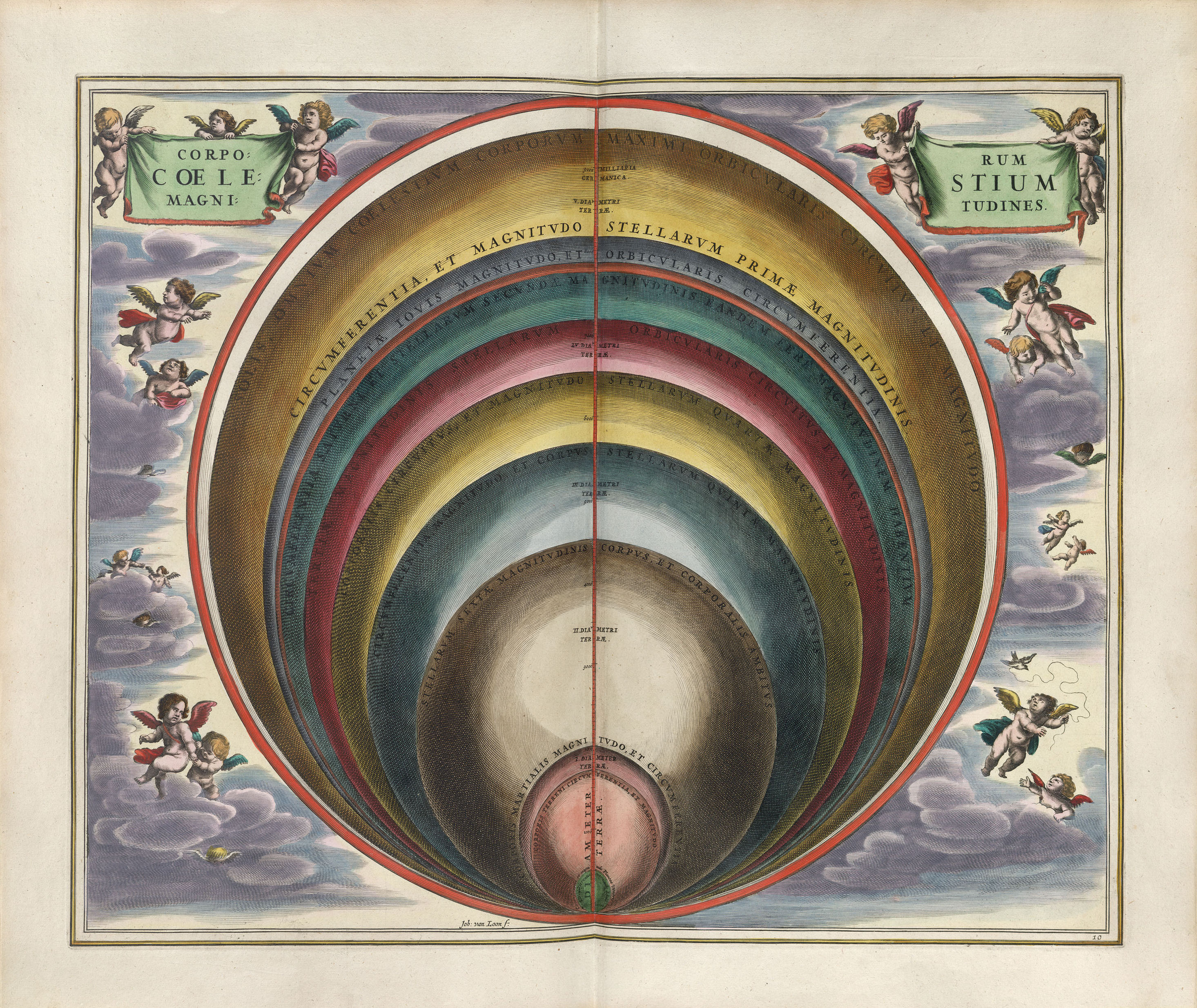
Гравюра 10. Розміри небесних тіл (Земля (червона) є найбільшою, потім Сонце (жовте), зорі 1-ї величини (сині), Юпітер (червоний) тощо)

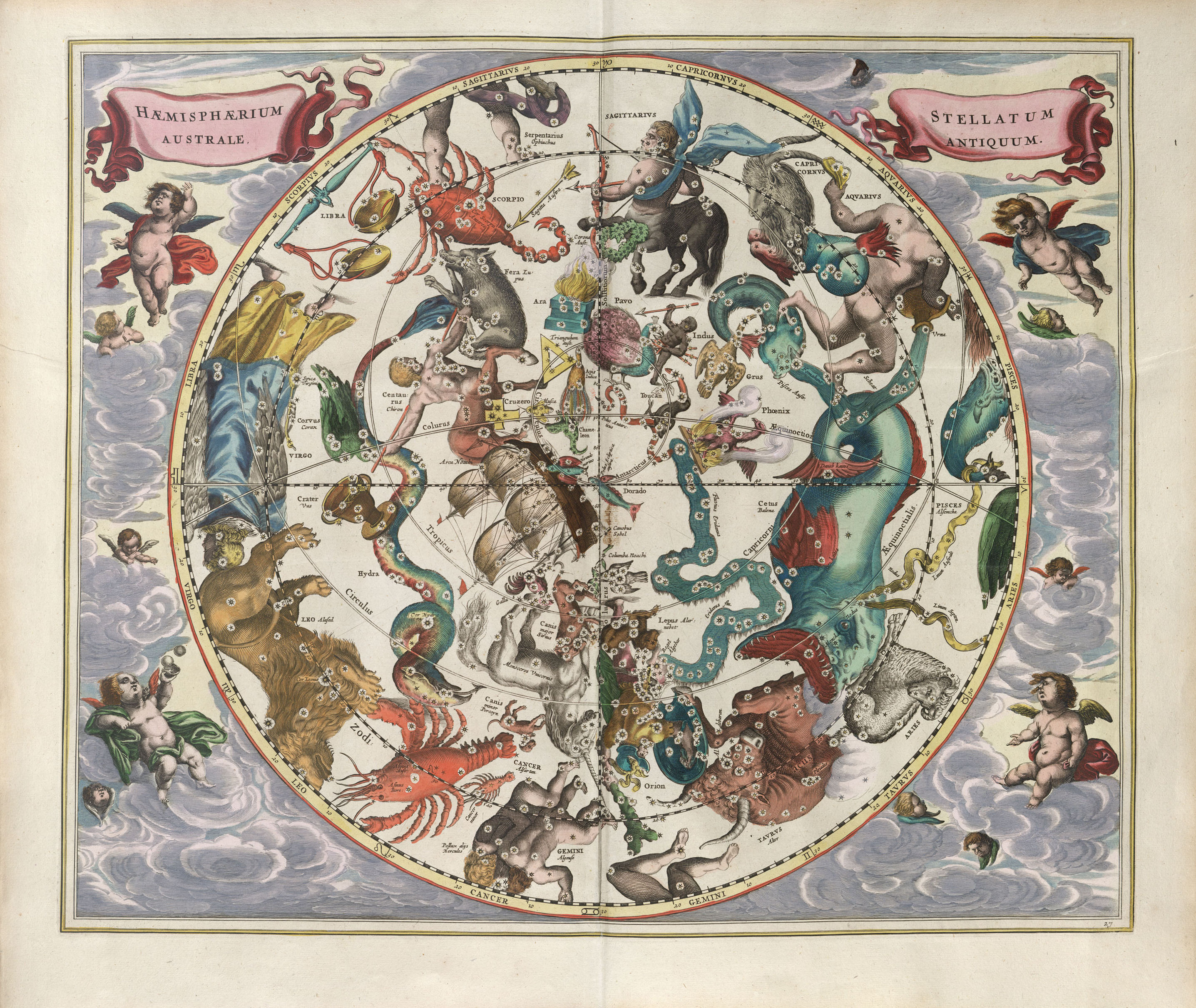
Гравюра 27. Сузір'я Південної півкулі

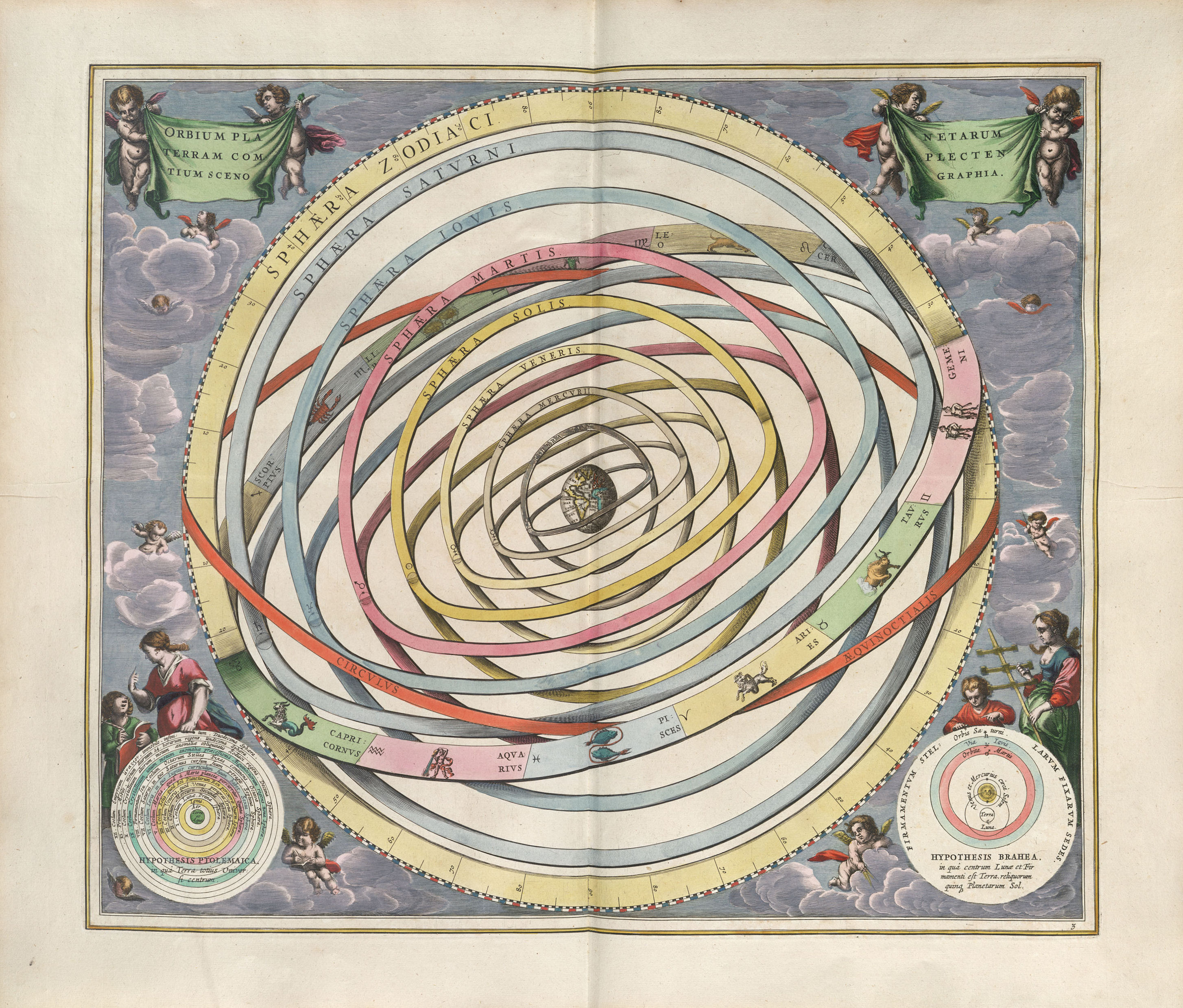
Гравюра 3. Вид на орбіти планет, що оточують Землю (згідно з поглядом Клавдія Птолемея, Сонце (Sol) і Місяць (Luna) також зараховані до планет)

У передмові до своєї «Хронології» Герард Меркатор висловив бажання видати атлас, який містив би всі відомі йому знання про космос, а також про географію та історію Землі. Перед смертю Меркатор написав п'ять томів свого атласу, останній том опублікував його син Румольд. Після смерті Меркатора його справу продовжив картограф Йоганн Янссоніус. Він і його колега Генріх Гондіус опублікували в 1636 році свій «Новий Атлас» (лат. Novus Atlas), який містив понад 320 карт чотирма мовами (латинською, голландською, німецькою, французькою). У 1660 році «Гармонія макрокосмосу» Андреаса Целларіуса опублікована як сьомий том цього проєкту. У 1657 році проєкт завершено останнім томом, який описував міста світу.
До художнього оформлення залучили двох граверів. Малюнок титульної мідної пластини належить Фредеріку Гендріку ван ден Говену, який підписав аркуш унизу «FH v. Hoven fec[it]». Ван ден Говен (бл. 1628—1698) добре відомий в історії мистецтва як малювальник і гравер. Спочатку він працював в Антверпені, потім у 1660 році в Амстердамі, але найбільше працював у Лондоні, ілюструючи книги, для яких він, зокрема, створював портрети вчених, політиків і військовиків. Великі гравюри на міді належать Яну ван Луну. Лише деякі з них підписані. Проте, якщо порівняти стиль гравюр і деякі деталі, наприклад, обличчя зображених людей і ангелів, то можна переконатись, що саме ван Лун є автором усіх гравюр. Хоча ван Лун в ілюструванні «Гармонії макрокосмосу» показав себе надзвичайно здібним художником, історія його творчості досі мало досліджена.

## Оформлення
Повна назва атласу є по-барочному довгою: «Гармонія великого світу, або загальний і новий атлас, що представляє загальну й нову космографію всього створеного Всесвіту, у якому подано гармонійний зв'язок усіх сфер світу, згідно з суперечливими думками різних авторів, а також опис неба або всього небесного кола, теорія планет і землі в площині та в сценічному зображенні, а також у нових описах; нова, ніколи раніше не бачена робота, корисна для людей усіх класів, надзвичайно чудова, надзвичайно корисна й прикрашена».
Видання твору у великому форматі має обсяг понад 350 сторінок із 29 подвійними аркушами розміром 50 см × 60 см з гравюрами на міді. Його опублікував в Амстердамі Йоганн Янссоніус. «Гармонія макрокосмосу» містить 29 великоформатних двосторонніх гравюр на міді, а також аркуш гравюри на міді перед заголовком, фронтиспіс. Титульний аркуш також має витончений дизайн із продуманою типографікою, різними розмірами шрифту і чотирма текстовими блоками. Між заголовком і приміткою друкаря є невеликий малюнок: дві чоловічі фігури, ліворуч з лопатою, праворуч з астрономічним інструментом, між ними астрономічна армілярна сфера, а над ними янгол із сурмою і стрічкою, на якій написано «Vivitur ingenio» (лат. живуть розумом). Це зображення може виражати єдність між практичною діяльністю хлібороба, який своєю працею дає основу для життя суспільства, а отже, і для науки, тоді як над обома витає ангел як вісник божественного слова.

## Список гравюр
- Фронтиспис
- Розділ A. Зображення найважливіших світових систем на планарних зображеннях

1. Планісфера Птолемея, механізм небесних кіл згідно з гіпотезою Птолемея, у площинному розташуванні;
2. Зображення системи світу Птолемея;
3. Зображення планетних орбіт, що оточують Землю;
4. Планісфера Коперника — система всієї світобудови за гіпотезою Коперника, представлена на площині;
5. Зображення системи Коперника;
6. Планісфера Браге — структура всього світу згідно з гіпотезою Тихо Браге, представлена в плоскому кресленні;
7. Зображення світобудови за Тихо Браге;
8. Планісфера Арата — структура небесних кіл згідно з гіпотезою Арата у плоскому вигляді;
9. Розрахунок руху планет і їхніх відстаней за Тихо Браге наочно представлений;
10. Розміри небесних тіл;
- Розділ B. Кола на Землі, в небі та ті, що описуються небесними тілами

11. Розташування Землі, оточеної небесними колами;
12. Півкулі, які демонструють вплив на рух і тривалість як для земних, так і для небесних сфер — прямих і нахилених, — а також для зірок;
13. Півкуля старого світового круга з її зонами й колами, а також з областями її різних мешканців;
14. Традиційна птолемеївська гіпотеза, яка зображує рух планет за допомогою ексцентриків та епіциклів;
15. Зображення аспектів планет, протистоянь, сполучень тощо;
16. Теорія руху Сонця з ексцентричним колом без епіциклу;
17. Спіралеподібний рух Сонця навколо Землі;
18. Теорія Місяця: його рух по ексцентричному колу та епіциклу;
19. Образ Місяця з різними фазами та аспектами Місяця;
20. Теорія руху трьох верхніх планет;
21. Теорія руху Венери й Меркурія;
- Розділ C. Старі та нові назви сузір'їв

22. Перша (північна) півкуля християнського зоряного неба;
23. Друга (південна) півкуля християнського зоряного неба;
24. Північна небесна півкуля у добре відомий старий спосіб;
25. Зображення північної півкулі неба й землі;
26. Північна небесна півкуля з розміщеною під нею півкулею Землі;
27. Південна небесна півкуля у традиційний спосіб;
28. Зображення південної півкулі неба й землі;
29. Південна небесна півкуля в рівній пропорції зі сферами Землі.

## В культурі

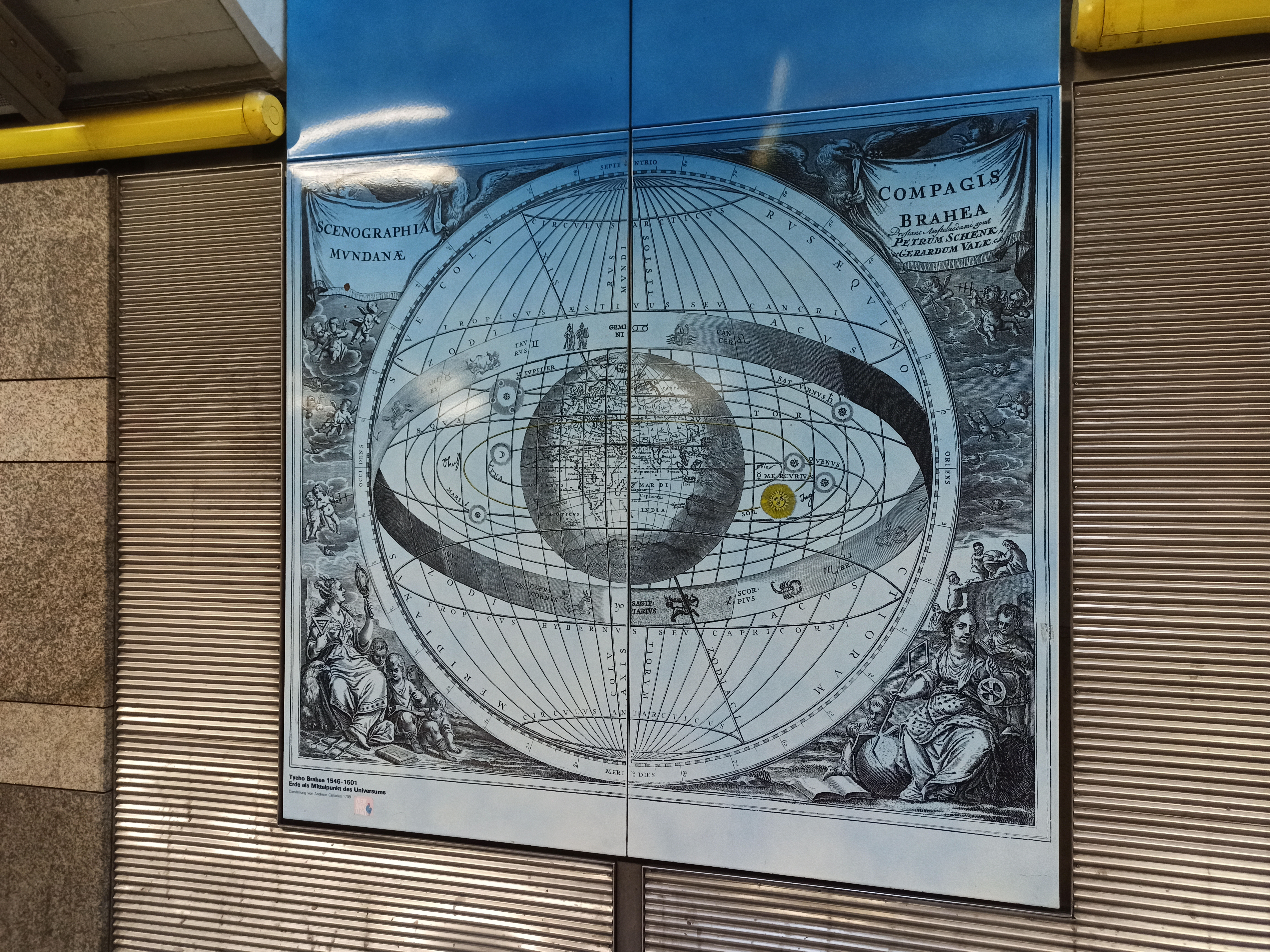
Станція метро Копернікусштрасе в Ганновері

- Деякі гравюри з книги у вигляді широкоформатних металевих панелей використані в оздобленні стін на станції метро Копернікусштрасе в Ганновері.